# Eberhard Rodt
Pour les articles homonymes, voir Rodt.
Eberhard Rodt (4 décembre 1895 à Munich et mort le 14 décembre 1979 à Munich), est un Generalleutnant allemand au sein de la Heer dans la Wehrmacht pendant la Seconde Guerre mondiale.
Il a été récipiendaire de la croix de chevalier de la croix de fer avec feuilles de chêne. La croix de chevalier de la croix de fer et son grade supérieur, les feuilles de chêne, sont attribués en reconnaissance d'un acte d'une extrême bravoure ou d'un succès de commandement important du point de vue militaire.

## Biographie
Pendant la Première Guerre mondiale, Rodt s'engage comme volontaire le 4 août 1915 dans le 2e régiment d'uhlans royal bavarois (de) de l'armée bavaroise, avec lequel il est d'abord affecté à la protection des frontières autour de la Lorraine. Plus tard, il combat également sur le front de l'Est. Il est promu lieutenant le 23 juin 1915, son brevet d'officier date du 7 septembre 1914. Début 1918, il est muté au 22e régiment d'infanterie royal bavarois (de) et grièvement blessé lors de l'assaut de Kemmel pendant la bataille de la Lys, alors qu'il est chef de section.

## Décorations
- Croix de fer (1914)
  - 2e classe (30 juillet 1915)
  - 1re classe (10 août 1918)
- Insigne des blessés en noir (1914)
- Croix d'honneur
- Agrafe de la croix de fer (1939)
  - 2e classe (21 mai 1940)
  - 1re classe (21 mai 1940)
- Médaille du Front de l'Est
- Croix allemande en or (23 août 1942)
- Croix de chevalier de la croix de fer avec feuilles de chêne
  - Croix de chevalier le 25 juin 1940 en tant que Oberstleutnant et commandant du Aufklärungs-Abteilung 25[1]
  - 847e feuilles de chêne le 28 avril 1945 en tant que Generalleutnant et commandant de la 15. Panzergrenadier-Division[2][Note 1]
- Mentionné 2 fois dans le bulletin radiophonique Wehrmachtbericht (25 janvier 1944 et 13 octobre 1944)